# Piper epigynium
Piper epigynium är en pepparväxtart som beskrevs av C. Dc.. Piper epigynium ingår i släktet Piper och familjen pepparväxter. Inga underarter finns listade i Catalogue of Life.